# Luluwa (peuple)
Pour les articles homonymes, voir Luluwa.
Les Luluwas sont une population d'Afrique centrale, surtout présente en république démocratique du Congo, dans le sud-centre de la province du Kasai-Occidental, entre la rivière Kasai à l'ouest et la frontière du Kasaï-Oriental à l'est. Quelques-uns vivent également de l'autre côté de la frontière, dans le nord-est de l'Angola. C'est un sous-groupe et tribu des Luba du Kasai aux côtés des Bakwa-luntu tout comme des Baluba-lubilanji dont ils sont très proches, mais avec lesquels ils ont été en conflit au moment de l'accession à l'indépendance (1959-1961). On peut aussi les catégoriser comme une tribu luba-kasai qui regrouperait différents clans.

## Ethnonymie
Selon les sources, on observe de multiples variantes : Bashilange, Beena Luluwa, Bena Lulua, Bena Luluwa, Bena Moyo, Kalebwe,Bapemba
Louloua, Loulouwa, Luba-Lulua, Lulua, Luluas, Luluwa, Luva, Shilange.

## Langue
Ils parlent le tshiluba du kananga (aussi appelé Cyena-Lulua ou Ciena-Lulua).

## Culture
Les Luluwa étaient avant tout fermiers, hommes et femmes. Ils étaient aussi des chasseurs renommés, mais pratiquaient aussi le commerce. Ils ont participé au commerce des esclaves avec la côte atlantique, ce qui a eu de nombreux impacts sur la société. Leur culture matérielle a été influencée par les interactions avec les marchands tshokwe et imbangala. Ainsi, au début du XXe siècle, certains villages comportaient des maisons construites selon les traditions tshokwe.
Selon l'anthropologue Constantin Petridis, le travail de terrain à visée artistique dans la région luluwa a été restreint, trop limité dans le temps comme dans l'espace. Dès les années 1990 il ne restait que peu de traces de l'art traditionnel. Ce constat était probablement le même déjà dans les années 1949-59. Par ailleurs, la région luluwa, qui montre une grande diversité culturelle, a été travaillée par des changements plus profonds concernant les Luluwa que pour d'autres populations comme les Tshokwe et les Kuba. Ainsi les conclusions apparentes pour une période ne peuvent, sans risque, être appliquées à une autre période. Pour ces raisons, écrire une anthropologie de l'art luluwa semble une entreprise quasiment impossible.
Malgré ces difficultés, selon cet auteur et pour prendre un exemple précis, on pourrait voir l'effigie de chef portant un pagne en peau de léopard comme « un objet de culte et de pouvoir protecteur de la gouvernance », un objet porteur de pouvoir magique. La statue se trouvait chez un chef qui ne l'a cédée que sous la pression et les menaces, malgré l'opposition farouche de son peuple. Ce type de statue portait, chaque fois, un nom. Mais si leur appellation ne renvoie pas nécessairement à un personnage précis, la statue pourrait, quant à elle, se référer à une personne particulière et conserverait ainsi la mémoire d'un chef du passé.
Pour un autre type de sculpture, qui comprennent des représentations de femme enceinte et de femme tenant un enfant dans ses bras, en pied, ou en buste sur une base pointue, ces figures associées au bangwa bwa Cibola du sous-groupe Bakwa Ndoolo  appartiennent à la vaste catégorie des objets de pouvoir et des cultes en rapport avec la protection des femmes enceintes, aux troubles qui peuvent affecter la femme, les nouveau-nés et les enfants. L'infortune de la femme, à la suite d'une relation sexuelle prénuptiale, nécessitait une initiation au bangwa bwa Cibola, avec une vie à part, des proscriptions alimentaires, etc. « Le préparateur d'un bwanga (pl. manga) comptait parmi les rares personnes possédant les capacités et le savoir nécessaires pour influencer et manipuler le pouvoir ou l'énergie qu'il contenait ». Ce culte cibola, qui réfère, donc, au culte de fertilité, avait aussi pour but de provoquer la réincarnation, dans un nouveau-né, d'un ancêtre décédé récemment. Certaines de ces statues ont été attribuées à des artistes identifiés, et bien connus dans leur village.

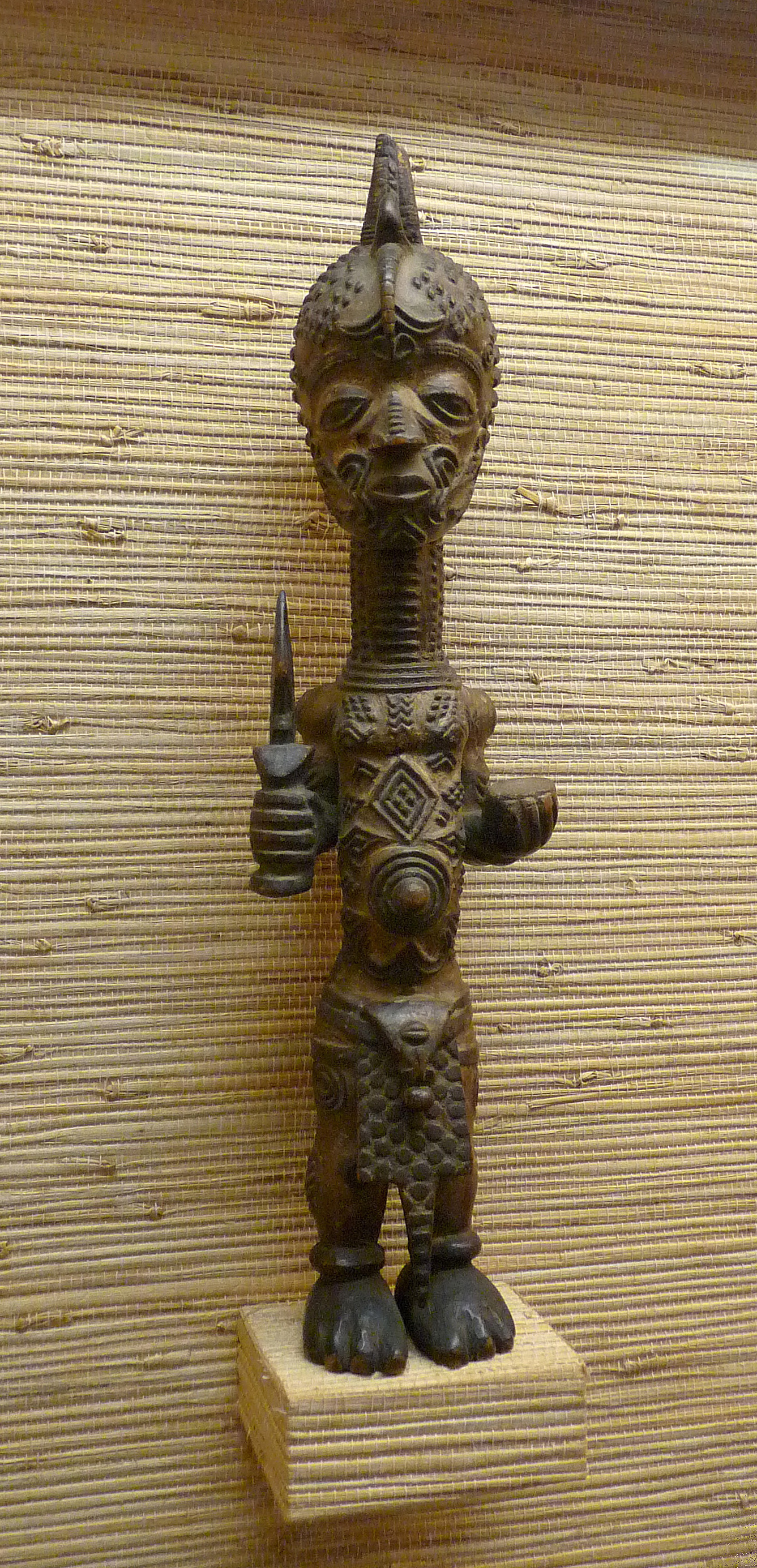
Effigie de chef[12].
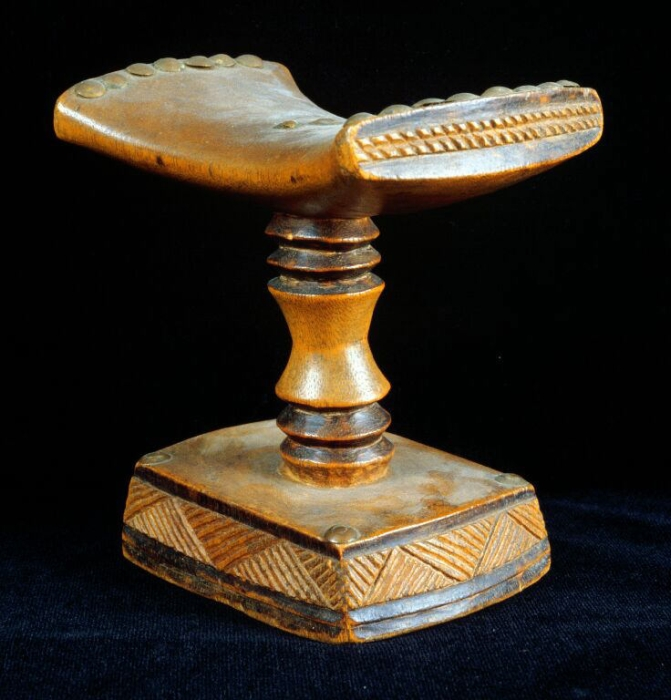
Appui-tête[13].
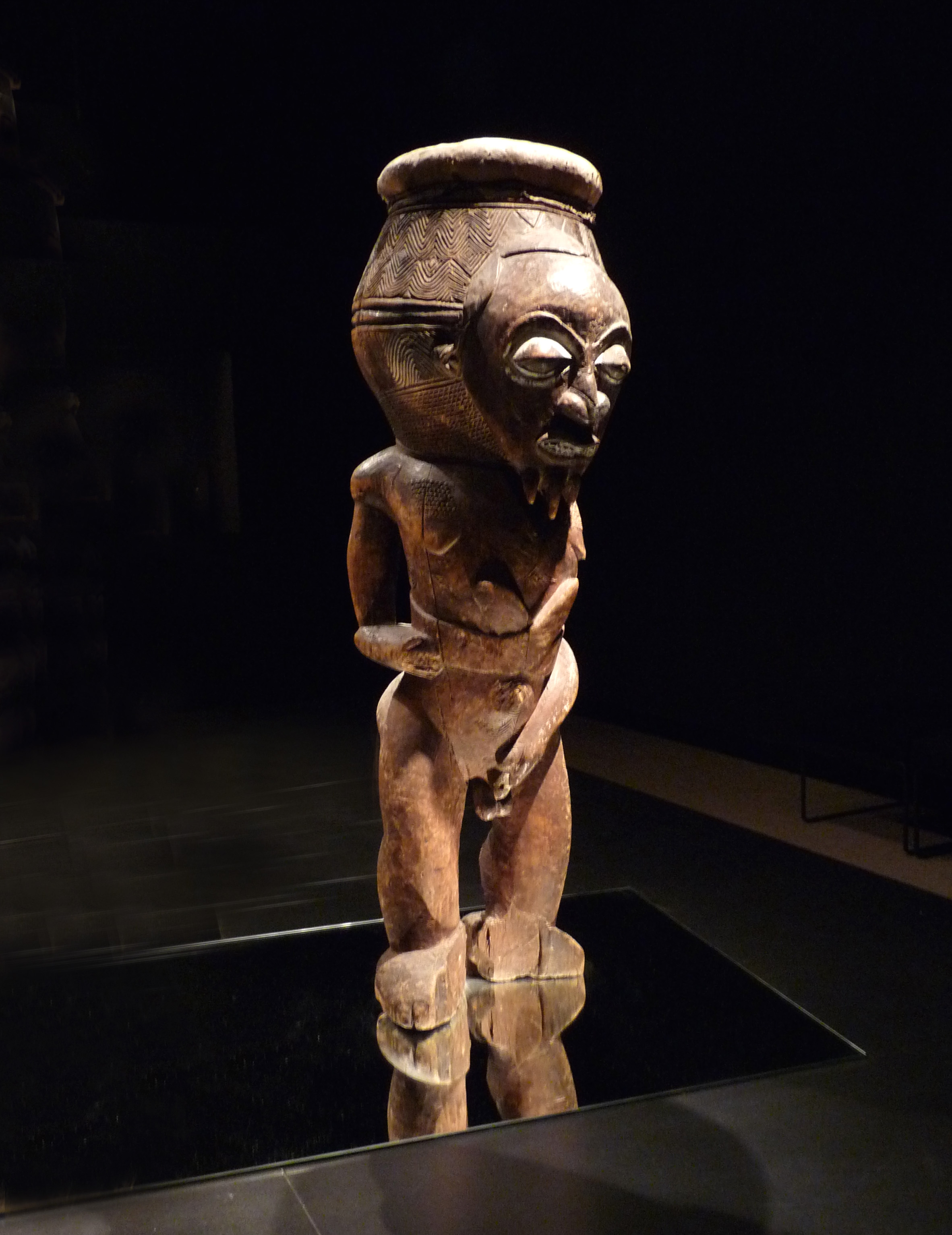
Tambour[12].
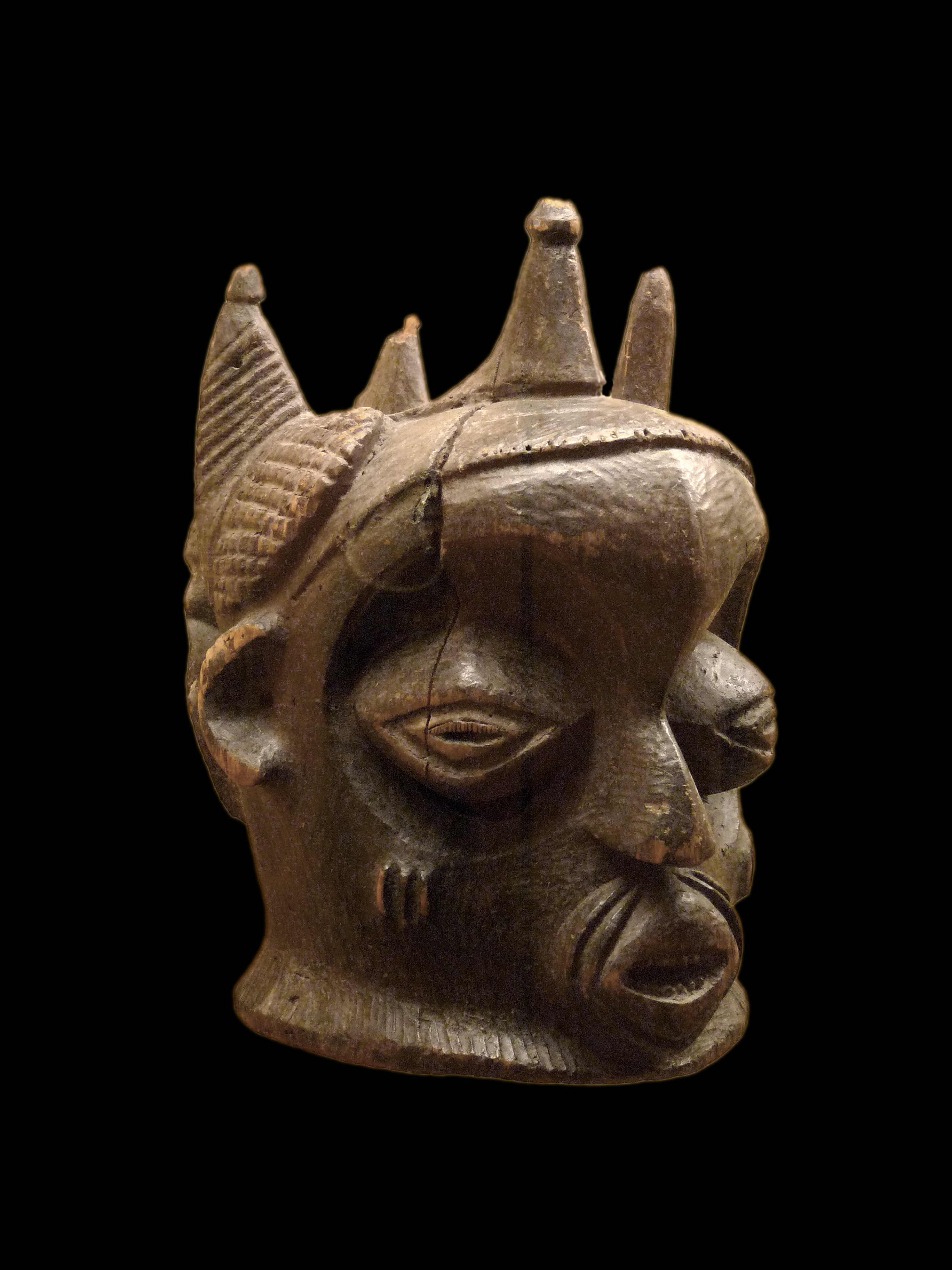
Masque-heaume[14].
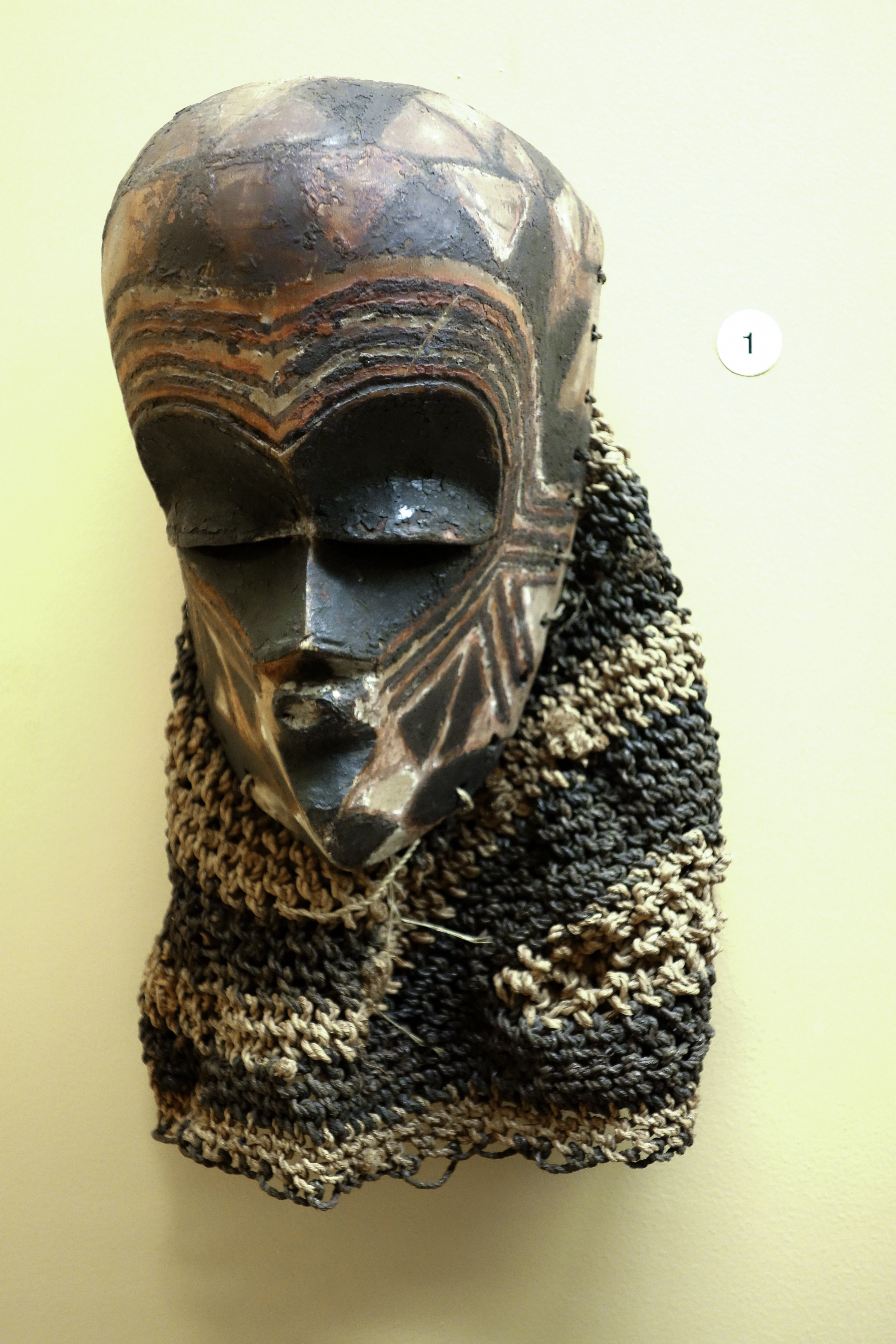
Masque facial
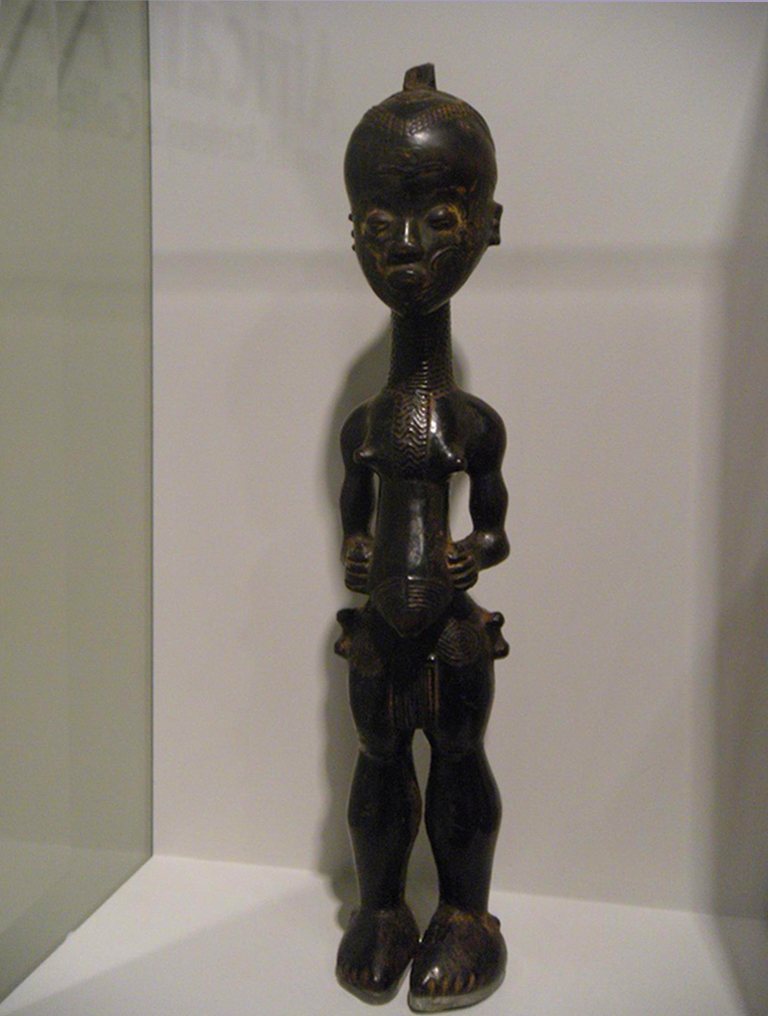
Figure bwanga bwa Cibola
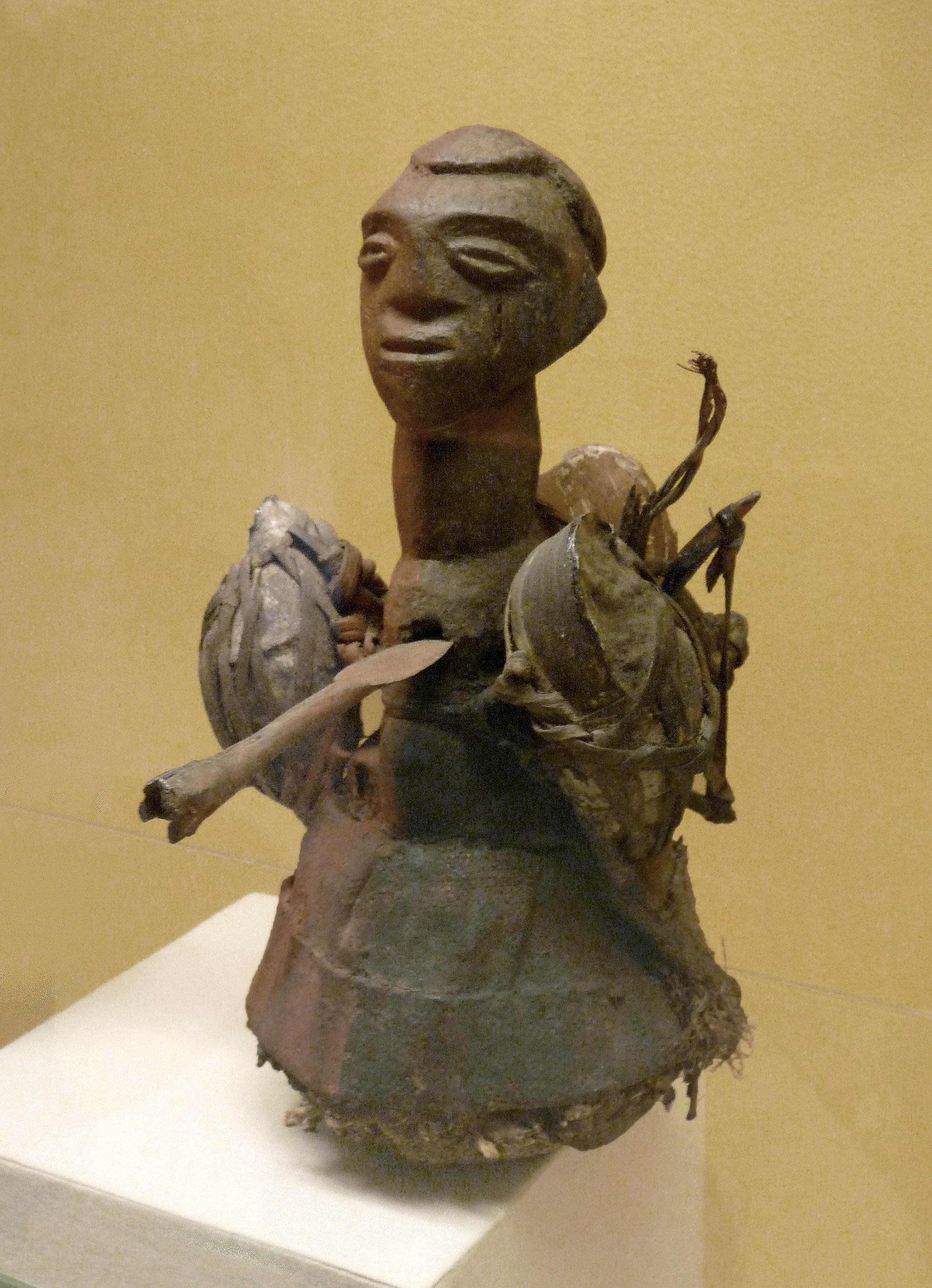
Figurine protectrice
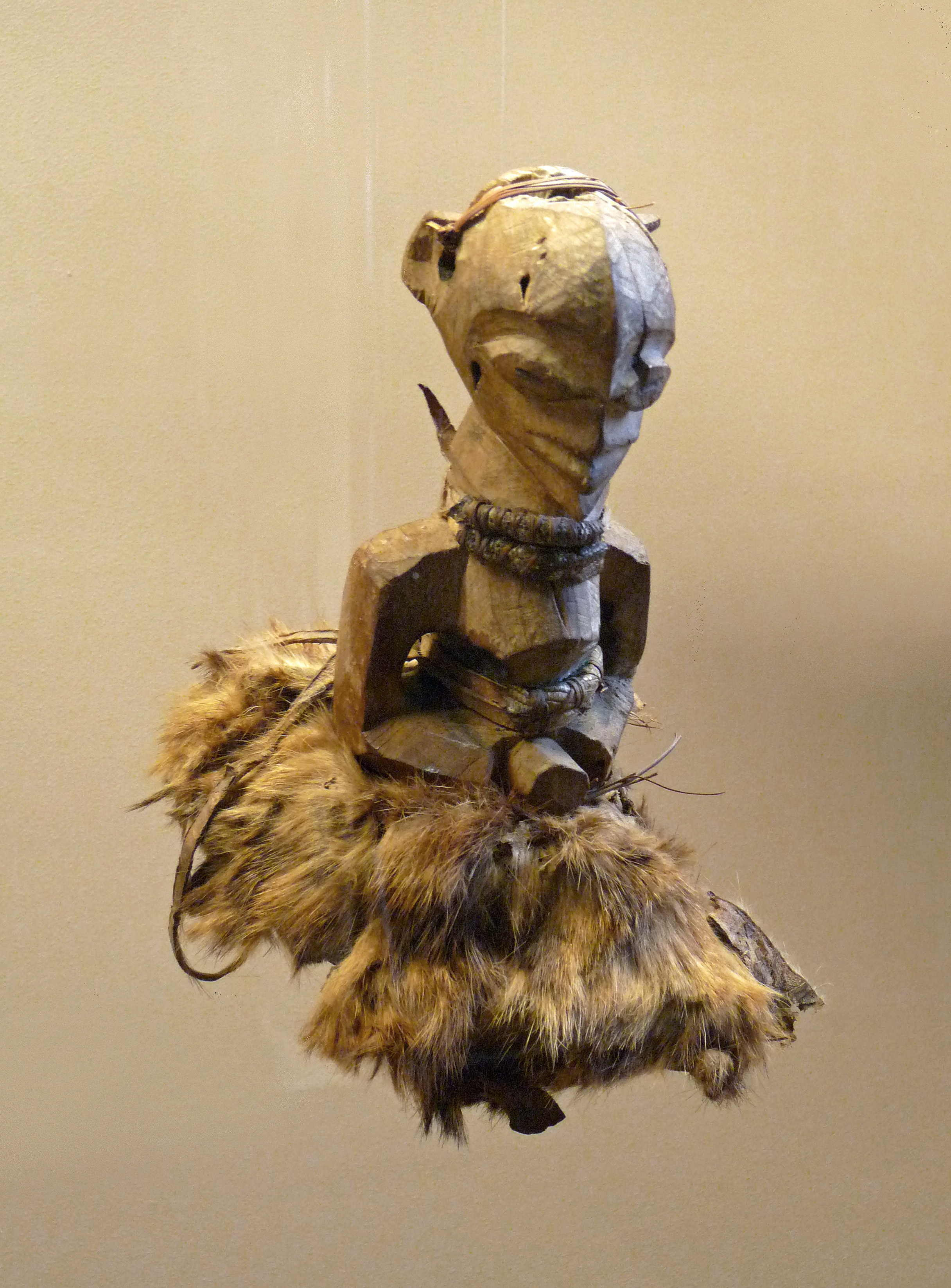
Figurine de génie de la chasse
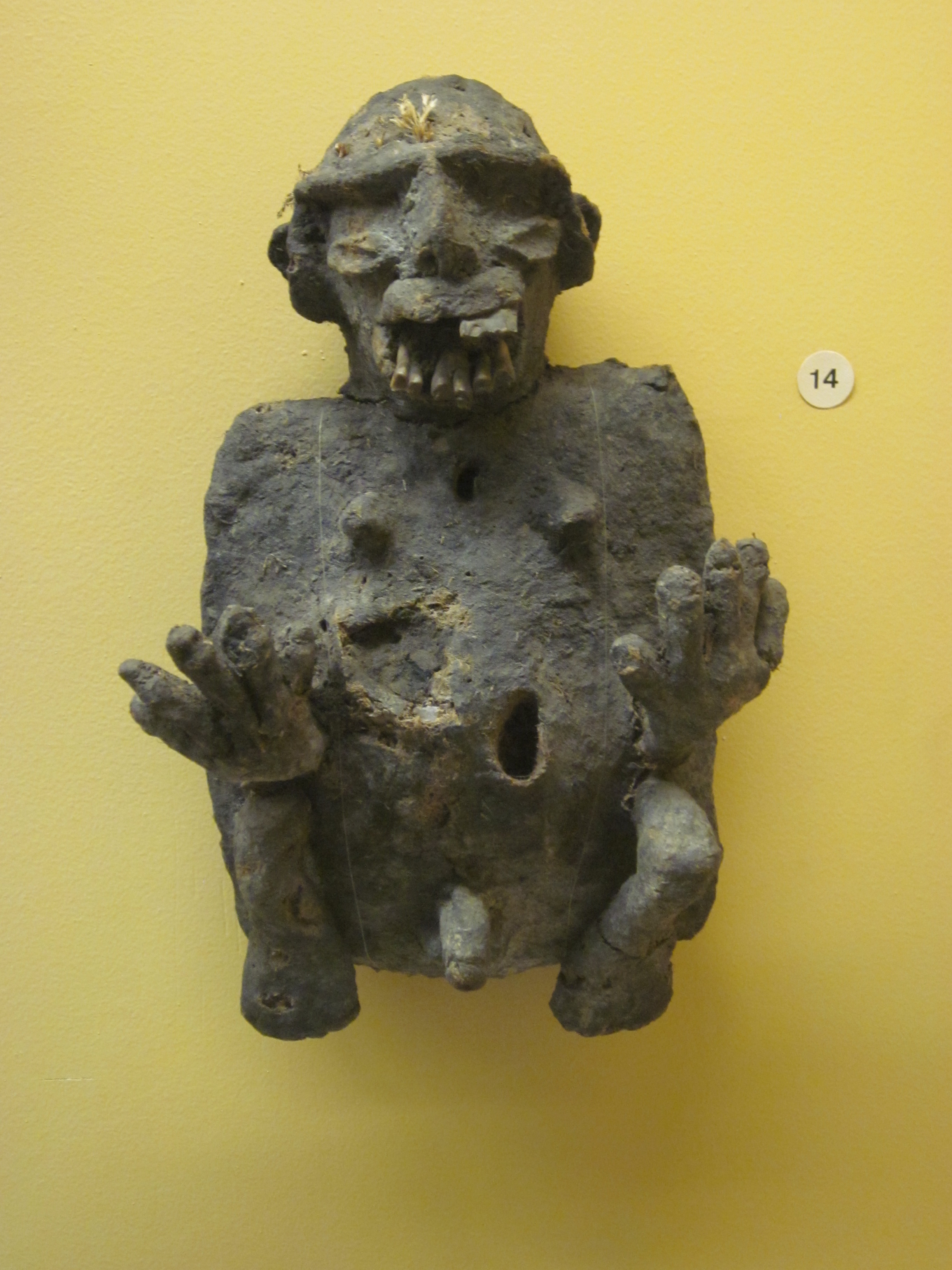
Figurine protectrice

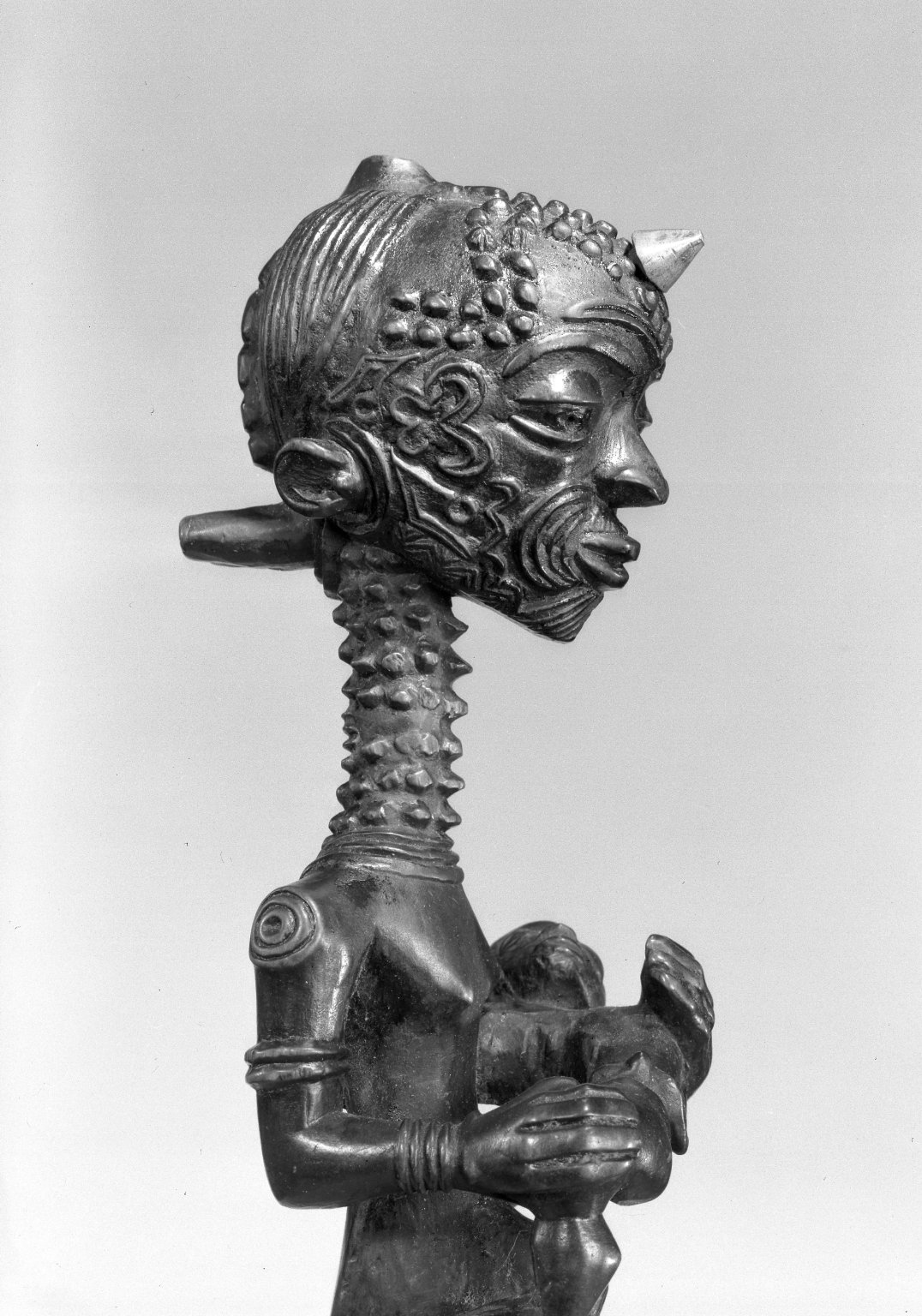
Demi-figure de mère à l'enfant (bwanga bwa Cibola). Détail. Brooklyn Museum
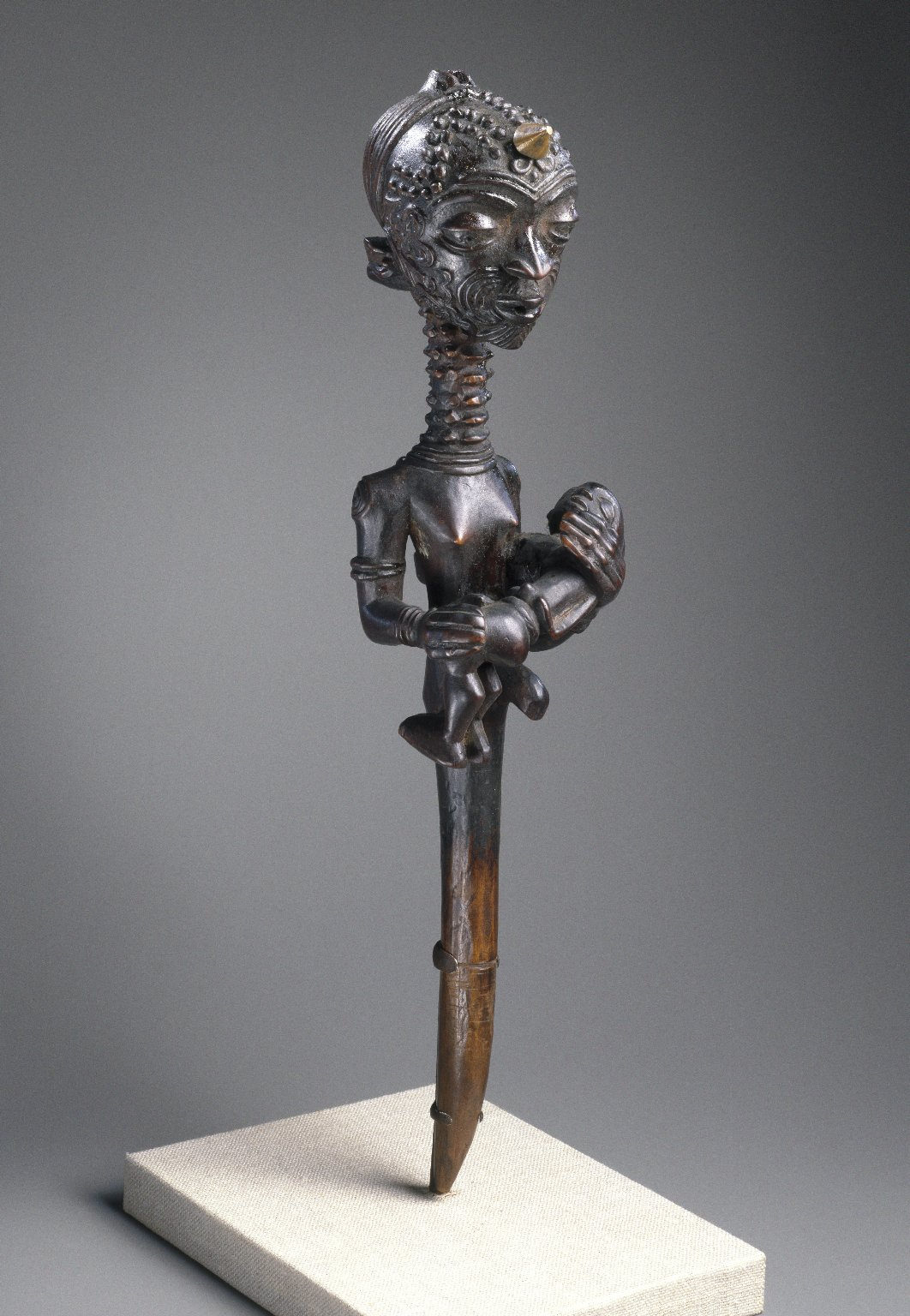
Idem. Demi-figure de mère à l'enfant. Ensemble. Bois, pigment, clou en laiton. H. 35,6 cm. Acquise sur le terrain en 1894

L'étude conduite par Constantin Petridis tend à distinguer deux types d'objets associés à des styles différenciés. L'un, à tendance naturaliste stylisé, raffiné et détaillé, s'accompagnerait d'une professionnalisation des artistes et appartiendrait au domaine du politique. Ce serait un art de célébration, « confirmateur », en rapport avec la célébration de l'autorité et la préservation de l'ordre existant. L'autre, un art de processus, « transformateur », conçu pour provoquer le changement ou résoudre les problèmes liés au changement. Ces objets sont, alors, de nature principalement religieuse et d'aspect rudimentaire, leurs formes et fonctions sont variées, la plupart des masques entrent dans ce groupe. Pour ce groupe d'objet il s'agit d'un art populaire. Mais les preuves manquent d'une division sociale, en cours de formation au XIXe siècle, entre gens ordinaires et gouvernants, ou un début de hiérarchisation de la société dont ces deux types d'objets seraient le reflet. Il pourrait simplement s'agir d'une distinction fonctionnelle entre objets impliqués dans un processus et objets qui participeraient à la déclaration, ou l'affirmation des personnes chargées de l'autorité.

### Discographie
- (en) Kanyok and Luba : southern Belgian Congo : 1952 & 1957 (Hugh Tracey, collecteur), International Library of African Music, Grahamstown (Afrique du Sud), 1998, 1 CD (68 min 53 s) + 1 brochure (16 p.)